# 노재영
노재영은 대한민국의 전 정치인이다. 종교는 천주교이며, 세례명은 요셉이다.
1951년, 경기도 시흥군 남면(현 군포시)에서 태어났다. 군포초등학교, 안양중학교, 안양공업고등학교, 경기대학교 국문학과를 졸업하였다.
정치 입문 전에는 (주)우진공영 대표이사를 지냈다.
1991년 지방선거에서 무소속 후보 반장 선거에 출마하여 당선되었다. 1995년 제1회 전국동시지방선거에서 무소속 후보로 경기도 군포시의원 선거에 출마하여 당선되었다. 2002년 제3회 전국동시지방선거에서 한나라당 후보로 경기도의원 선거에 출마하여 당선되었다. 2006년 제4회 전국동시지방선거에서 한나라당 후보로 군포시장 선거에 출마하여 열린우리당 김윤주 후보를 누르고 당선되었다. 그러나 뇌물죄로 2009년부터 법정을 자주 드나든 끝에 항소심에서 벌금형을 받고 임기를 마쳐갈 무렵인 2010년 5월 말에 업무에 복귀하였으나, 제5회 전국동시지방선거에는 불출마하였다.

## 역대 선거 결과
|  | 29.7% |

|  | 23.85% |

|  | 34.23% |

|  | 55.26% |

|  | 49.18% |